# Xã Saratoga, Quận Howard, Arkansas
Xã Saratoga (tiếng Anh: Saratoga Township) là một xã thuộc quận Howard, tiểu bang Arkansas, Hoa Kỳ. Năm 2010, dân số của xã này là 214 người.